# Hans Georg Kägi
Hans Georg Kägi (* 12. Juni 1935 in Winterthur-Veltheim; † 6. Oktober 1966 in Winterthur) war ein Schweizer Künstler.

## Leben
Kägi machte 1954 seinen Abschluss der Matura Typus B. Er studierte von 1954 bis 1958 an der Universität Zürich Kunstgeschichte, Archäologie und Theaterwissenschaft. Zur gleichen Zeit besuchte er die Kunstgewerbeschule, wo er im Juli 1959 das Diplom für das Höhere Lehramt im Zeichnen erwarb.
Er wirkte ab 1957 zuerst als Hilfslehrer, später dann als Hauptlehrer für Zeichnen an der Oberreal- und Lehramtschule, sowie der städtischen Mädchenschule und am Technikum in Winterthur. Ab 1962 arbeitete er als freischaffender Maler.
Kägi war Mitglied der Künstlergruppe Winterthur. Er starb beim Umbau seines Ateliers.

## Ausstellungen
- 1963 Rotapfel-Galerie, Zürich: Willi Facen - Karl Iten - Hans Georg Kägi
- 1965 Galerie abc, Winterthur

## Stipendien und Auszeichnungen
- 1963 Reisestipendium des Kunstverein Winterthur
- 1964 Studien- und Werkbeitrag des Kantons Zürich
- 1966 Studien- und Werkbeitrag des Kantons Zürich

## Quelle
- Kägi, Hans Georg. In: Sikart
- https://amsquery.stadt-zuerich.ch/query/Dateien/3/D18117.pdf
- https://profiles.google.com/102885202710886686907/about

| Personendaten    | Personendaten                |
| ---------------- | ---------------------------- |
| NAME             | Kägi, Hans Georg             |
| KURZBESCHREIBUNG | Schweizer Maler und Zeichner |
| GEBURTSDATUM     | 12. Juni 1935                |
| GEBURTSORT       | Winterthur-Veltheim          |
| STERBEDATUM      | 6. Oktober 1966              |
| STERBEORT        | Winterthur                   |